# Émile Torchebœuf
Émile Torchebœuf, né le 17 juillet 1876 à Saint-Ouen et mort le 29 novembre 1950 à Paris, est un athlète français, spécialiste du saut en longueur sans élan. Il est médaillé de bronze aux Jeux olympiques d'été de 1900 à Paris.

## Biographie
Émile Torchebœuf est le fils de Paul Torchebœuf, pharmacien et de Victoire Bailly.
En 1901, il épouse  à Courbevoie Jeanne Magherini. Le couple divorce en 1908.
Il se remarie avec Élise Mathilde Raverdy.
Ingénieur en électrotechnique, il a déposé un brevet dans ce domaine.
Ses aptitudes en saut l'on fait surnommer la «Grenouille de Saint-Ouen».
Il est mort, en 1950, à son domicile parisien de la Rue de Mézières. Sa sépulture se trouve au cimetière de Thiais (Val-de-Marne).

## Carrière sportive
Membre du Racing Club de France, il a concouru en football et rugby contre les équipes anglaises d’Oxford. Il fut champion de France de lancer de poids et titulaire des records de France de saut en hauteur et saut à la perche. Il était également compétitif en lancer du disque ainsi qu’en saut en longueur, mais c’est en saut en longueur sans élan qu’il se fit connaître : 3e aux Jeux olympiques de Paris (1900) ; il fut, cette année-là, le seul non-étasunien à être médaillé dans une des trois disciplines de saut sans élan,.
- Championnats de France 
  - Champion de France du lancer de poids en 1896[8] et 1900[9].
- Jeux olympiques de Paris (1900)
  -  Médaille de bronze en saut en longueur sans élan.

## Liens externes

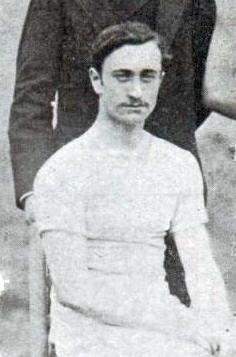
Émile Torchebœuf en 1896.